# Ніколас Іоанну
Ніколас Іоанну (грец. Nicholas Ioannou; нар. 10 листопада 1995, Лімасол, Кіпр) — кіпріотський футболіст, півзахисник англійського клубу «Ноттінгем Форест» та національної збірної Кіпру, який виступає в оренді за італійський клуб «Комо».

## Клубна кар'єра

### Ранні роки
У 11-річному віці приєднався до академії «Манчестер Юнайтед». У червні 2010 року виступав за команду U-15 на турнірі Марвельд у Нідерландах. Потім виступав у Прем'єр-кубку Манчестер Юнайтед. У червні 2012 року підписав 2-річний юнацький контракт з МЮ. Але також повідомляється, що «Манчестер Юнайтед» не хотів надавати йому дорослий контракт. У 16-річному віці дебютував на Олд Траффорд у поєдинку Молодіжного кубку Англії проти «Чарльтон Атлетік». Під час матчу Мілк Кап отримав травму, яка вивела його з гри протягом більшої частини сезону 2012/13 років. У своєму останньому матчі за резервний склад був капітаном «Манчестер Юнайтед» у поєдинку проти «Тоттенгем Готспур». Він також виступав у трьох матчах групового етапу Юнацької ліги УЄФА 2013/14 років із командою (U-19).

### АПОЕЛ
24 квітня 2014 року, після відходу з «Манчестер Юнайтед», підписав 3-річний контракт з АПОЕЛом. Приєднуючись до клубу, Іоанну заявив: «Моя головна мета — вигравати трофеї, але, очевидно, мені потрібно почати грати. АПОЕЛ грає у великих змаганнях — Лізі чемпіонів і Лізі Європи — тому, сподіваюся, я зможу зіграти декілька ігор».
На офіційному рівні дебютував за АПОЕЛ 30 липня 2014 року в виїзному нічийному (2:2) поєдинку третього кваліфікаційного раундуі Ліги чемпіонів УЄФА проти фінського клубу ГІКа. 5 листопада 2014 року у віці 18 років вперше зіграв на груповому етапі Ліги чемпіонів УЄФА, відіграв повні 90 хвилин у програному (0:1) поєдинку проти «Парі Сен-Жермен» на «Парк де Пренс». У своєму першому сезоні в АПОЕЛі Іоанну з'явився лише в семи матчах у всіх турнірах, але йому разом з командою вдалося виграти дубль, оскільки його команда виграла і чемпіонат, і кубок Кіпру.
3 червня 2016 року продовжив контракт з клубом на три роки, до 31 травня 2019 року, але через декілька місяців, 13 березня 2017 року, підписав продовження контракту з АПОЕЛ на два роки, до 31 травня 2021 року. Після його успішного сезону 2016/17 року в складі АПОЕЛа Іоанну отримав нагороду «Найкращий молодий гравець сезону» від Футбольної асоціації Кіпру.

### «Ноттінгем Форест»
25 вересня 2020 року Іоанну повернувся до Англії, де приєднавшись до команди Чемпіоншипу «Ноттінгем Форест» за невідому плату. Дебютував за «Форест» 3 жовтня 2020 року в програному (1:2) поєдинку проти «Бристоль Сіті».
8 січня 2021 року відданий в оренду до кінця сезону в клуб грецької Суперліги «Аріс».
5 липня 2021 року було оголошено, що Ніколас Іоанну приєднався в оренду на сезон до команди Серії B «Комо».

## Кар'єра в збірній
Маючи змішане англо-кіпріотське походження Іоанну мав право представляти національні збірні обох вище вказаних країн. У 2012 році виступав за юнацьку збірну Кіпру (U-19). Дебютував за молодіжну збірну Кіпру 5 вересня 2014 року, вийшовши на заміну на 70-й хвилині в матчі кваліфікації молодіжному чемпіонаті України проти Бельгії.
27 травня 2014 року отримав свій перший виклик до національної збірної Кіпру у віці 18 років, на товариський матч проти Японії, але так і залишився на лаві запасних. Дебютував за збірну Кіпру 2017 року.

## Особисте життя
Батько Ніколоса, Деметріс Іоанну, колишній гравець національної збірної Кіпру. Його старший брат Майкл Іоанну, виступав за молодіжну збірну країни. Під час навчання в академії «Манчестер Юнайтед» відвідував середню школу «Сент-Джордж» у Волкдені, Великий Манчестер.

## Статистика виступів

### Клубна
Станом на 8 січня 2022
| Клуб               | Сезон             | Ліга                  | Ліга  | Ліга | Національна збірна | Національна збірна | Єврокубки | Єврокубки | Інші  | Інші | Total | Total |
| Клуб               | Сезон             | Дивізіон              | Матчі | Голи | Матчі              | Голи               | Матчі     | Голи      | Матчі | Голи | Матчі | Голи  |
| ------------------ | ----------------- | --------------------- | ----- | ---- | ------------------ | ------------------ | --------- | --------- | ----- | ---- | ----- | ----- |
| АПОЕЛ              | 2014–15           | Перший дивізіон Кіпру | 3     | 0    | 2                  | 0                  | 2         | 0         | 0     | 0    | 7     | 0     |
| АПОЕЛ              | 2015–16           | Перший дивізіон Кіпру | 5     | 0    | 1                  | 0                  | 1         | 0         | 0     | 0    | 7     | 0     |
| АПОЕЛ              | 2016–17           | Перший дивізіон Кіпру | 17    | 0    | 6                  | 0                  | 4         | 0         | 1     | 0    | 28    | 0     |
| АПОЕЛ              | 2017–18           | Перший дивізіон Кіпру | 10    | 1    | 3                  | 0                  | 0         | 0         | 0     | 0    | 13    | 1     |
| АПОЕЛ              | 2018–19           | Перший дивізіон Кіпру | 25    | 4    | 6                  | 0                  | 5         | 0         | 0     | 0    | 36    | 4     |
| АПОЕЛ              | 2019–20           | Перший дивізіон Кіпру | 19    | 0    | 2                  | 0                  | 0         | 0         | 0     | 0    | 21    | 0     |
| АПОЕЛ              | 2020–21           | Перший дивізіон Кіпру | 2     | 0    | 0                  | 0                  | 1         | 0         | 0     | 0    | 3     | 0     |
| АПОЕЛ              | Загалом           | Загалом               | 81    | 5    | 20                 | 0                  | 13        | 0         | 1     | 0    | 115   | 5     |
| «Ноттінгем Форест» | 2020–21           | Чемпіоншип            | 5     | 0    | 0                  | 0                  | 0         | 0         | —     | —    | 5     | 0     |
| «Ноттінгем Форест» | 2021–22           | Чемпіоншип            | 0     | 0    | 0                  | 0                  | 0         | 0         | —     | —    | 0     | 0     |
| «Ноттінгем Форест» | Загалом за клуб   | Загалом за клуб       | 5     | 0    | 0                  | 0                  | 0         | 0         | 0     | 0    | 5     | 0     |
| «Аріс»             | 2020–21           | Суперліга Греції      | 9     | 1    | 1                  | 0                  | 0         | 0         | 0     | 0    | 10    | 1     |
| «Комо»             | 2021–22           | Серія B               | 14    | 0    | 1                  | 0                  | —         | —         | —     | —    | 15    | 0     |
| Усього за кар'єру  | Усього за кар'єру | Усього за кар'єру     | 109   | 6    | 22                 | 0                  | 13        | 0         | 1     | 0    | 145   | 6     |

1. ↑  Включаючи матчі Ліги чемпіонів УЄФА та Ліги Європи УЄФА.
2. ↑  Включаючи матчі Суперкубку Кіпру.

### У збірній

#### По роках
Станом на 19 November 2019
| Кіпр    | Кіпр  | Кіпр |
| Рік     | Матчі | Голи |
| ------- | ----- | ---- |
| 2017    | 1     | 0    |
| 2018    | 7     | 0    |
| 2019    | 10    | 2    |
| Загалом | 18    | 2    |

#### По матчах
| Дата       | Місто           | Господарі  | Результат | Гості      | Турнір                                | Голи | Примітки |
| ---------- | --------------- | ---------- | --------- | ---------- | ------------------------------------- | ---- | -------- |
| 3-6-2017   | Ешторіл         | Португалія | 4 – 0     | Кіпр       | товариський матч                      | -    | 67'      |
| 9-6-2017   | Фару            | Гібралтар  | 1 – 2     | Кіпр       | товариський матч                      | -    | 41'      |
| 23-3-2018  | Нікосія         | Кіпр       | 0 – 0     | Чорногорія | товариський матч                      | -    | 46'      |
| 6-9-2018   | Осло            | Норвегія   | 2 – 0     | Кіпр       | Ліга націй УЄФА 2018-2019 - 1-й раунд | -    | 82'      |
| 9-9-2018   | Нікосія         | Кіпр       | 2 – 1     | Словенія   | Ліга націй УЄФА 2018-2019 - 1-й раунд | -    | 67'      |
| 13-10-2018 | Софія           | Болгарія   | 2 – 1     | Кіпр       | Ліга націй УЄФА 2018-2019 - 1-й раунд | -    | 72'      |
| 16-10-2018 | Любляна         | Словенія   | 1 – 1     | Кіпр       | Ліга націй УЄФА 2018-2019 - 1-й раунд | -    | 90+5'    |
| 16-11-2018 | Нікосія         | Кіпр       | 1 – 1     | Болгарія   | Ліга націй УЄФА 2018-2019 - 1-й раунд | -    | 58'      |
| 19-11-2018 | Нікосія         | Кіпр       | 0 – 2     | Норвегія   | Ліга націй УЄФА 2018-2019 - 1-й раунд | -    |          |
| 21-3-2019  | Нікосія         | Кіпр       | 5 – 0     | Сан-Марино | Відбір до ЧЄ 2020                     | -    |          |
| 24-3-2019  | Нікосія         | Кіпр       | 0 – 2     | Бельгія    | Відбір до ЧЄ 2020                     | -    |          |
| 8-6-2019   | Глазго          | Шотландія  | 2 – 1     | Кіпр       | Відбір до ЧЄ 2020                     | -    | 26'      |
| 11-6-2019  | Нижній Новгород | Росія      | 1 – 0     | Кіпр       | Відбір до ЧЄ 2020                     | -    |          |
| 6-9-2019   | Нікосія         | Кіпр       | 1 – 1     | Казахстан  | Відбір до ЧЄ 2020                     | -    | 15'      |
| 9-9-2019   | Серравалле      | Сан-Марино | 0 – 4     | Кіпр       | Відбір до ЧЄ 2020                     | -    |          |
| 10-10-2019 | Астана          | Казахстан  | 1 – 2     | Кіпр       | Відбір до ЧЄ 2020                     | 1    |          |
| 13-10-2019 | Нікосія         | Кіпр       | 0 – 5     | Росія      | Відбір до ЧЄ 2020                     | -    |          |
| 16-11-2019 | Нікосія         | Кіпр       | 1 – 2     | Шотландія  | Відбір до ЧЄ 2020                     | -    |          |
| 19-11-2019 | Брюссель        | Бельгія    | 6 – 1     | Кіпр       | Відбір до ЧЄ 2020                     | 1    | 67'      |
| 11-11-2020 | Афіни           | Греція     | 2 – 1     | Кіпр       | товариський матч                      | -    | 25' 62'  |
| 14-11-2020 | Строволос       | Кіпр       | 2 – 1     | Люксембург | Ліга націй УЄФА 2020-2021 - 1-й раунд | -    | 14'      |
| 17-11-2020 | Подгориця       | Чорногорія | 4 – 0     | Кіпр       | Ліга націй УЄФА 2020-2021 - 1-й раунд | -    |          |
| 24-3-2021  | Нікосія         | Кіпр       | 0 – 0     | Словаччина | Відбір до ЧС 2022                     | -    |          |
| 27-3-2021  | Рієка           | Хорватія   | 1 – 0     | Кіпр       | Відбір до ЧС 2022                     | -    |          |
| 30-3-2021  | Строволос       | Кіпр       | 1 – 0     | Словенія   | Відбір до ЧС 2022                     | -    |          |
| 4-6-2021   | Будапешт        | Угорщина   | 1 – 0     | Кіпр       | товариський матч                      | -    |          |
| 7-6-2021   | Харків          | Україна    | 4 – 0     | Кіпр       | товариський матч                      | -    |          |
| 1-9-2021   | Та-Калі         | Мальта     | 3 – 0     | Кіпр       | Відбір до ЧС 2022                     | -    |          |
| 4-9-2021   | Нікосія         | Кіпр       | 0 – 2     | Росія      | Відбір до ЧС 2022                     | -    |          |
| 7-9-2021   | Братислава      | Словаччина | 2 – 0     | Кіпр       | Відбір до ЧС 2022                     | -    |          |
| 8-10-2021  | Ларнака         | Кіпр       | 0 – 3     | Хорватія   | Відбір до ЧС 2022                     | -    |          |
| 11-10-2021 | Ларнака         | Кіпр       | 2 – 2     | Мальта     | Відбір до ЧС 2022                     | -    |          |
| 11-11-2021 | Санкт-Петербург | Росія      | 6 – 0     | Кіпр       | Відбір до ЧС 2022                     | -    |          |
| Усього     |                 | Матчів     | 33        |            | Голів                                 | 2    |          |

#### Голи за збірну
Рахунок та результат збірної Кіпру у таблиці вказано на першому місці.
| #  | Дата              | Місце                                           | Суперник  | Рахунок | Результат | Змагання                            |
| -- | ----------------- | ----------------------------------------------- | --------- | ------- | --------- | ----------------------------------- |
| 1. | 10 жовтня 2019    | Астана Арена, Нур-Султан, Казахстан             | Казахстан | 2–1     | 2–1       | кваліфікація чемпіонату Європи 2020 |
| 2. | 19 листопада 2019 | Стадіон імені короля Бодуена, Брюссель, Бельгія | Бельгія   | 1–0     | 1–6       | кваліфікація чемпіонату Європи 2020 |

## Досягнення

### Клубні
АПОЕЛ
- Перший дивізіон Кіпру
  -  Чемпіон (5): 2014/15, 2015/16, 2016/17, 2017/18, 2018/19

- Кубок Кіпру
  -  Володар (1): 2014/15

- Суперкубок Кіпру
  -  Володар (1): 2019

### Індивідульні
- Найкращий молодий гравець сезону на Кіпрі: 2016/17[6]